# أليس من نامور
أليس من نامور (توفيت. في يوليو 1169) كانت زوجة بالدوين الرابع، كونت هينو، أصبح ابنها وريث نامور بعد وفاة شقيقها هنري الرابع اللوكسمبورغي بلا ورثة من الذكور في 1196، هي ابنة غودفري الأول، كونت نامور وإرميسيند اللوكسمبورغية.

## الأبناء
- يولاند (1131-1202)؛ تزوجت من إيفو الثاني كونت سواسون،[2] ثم من هيو الرابع كونت سان بول.[2]
- بالدوين (1147-1134).
- أغنيس (1168-1142) تزوجت من رالف الأول، لورد كوسي.[2]
- غودفري كونت أوسترفانت (1163-1147)؛ زوج الأول لـ إليونور كونتيسة فرماندوا.
- لوريتا (1181-1150)؛ تزوج من تييري دي ألوست[3] ثم من بوشار الرابع كونت مونتمورنسي.[4]
- بالدوين الخامس كونت هينو (1195-1150)؛[3] وأيضا كونت فلاندرز من خلال زواجه من مارغريت الأولى الفلاندرزية.
- هنري (توفي بعد 1207)؛ لورد سيبورغ.
- يوستاس (عاش 1198).
- بيرثا.